# 노연로
 노연로(Noyeon-ro)는 제주특별자치도 제주시 노형동 노형오거리에서 제주시 연동 연동사거리잇는 도로이다.

## 주요 경유지
제주특별자치도
- 제주시 (노형동 . 연동)

## 노선
| 이름             | 접속 노선            | 소재지 | 소재지 | 비고 |
| ---------------- | -------------------- | ------ | ------ | ---- |
| 노형오거리       | 노형로 월랑로 1100로 | 제주시 | 노형동 |      |
| 흘천5교          |                      | 제주시 | 노형동 |      |
|                  | 연동                 | 제주시 |        |      |
| 그랜드호텔사거리 | 신광로               | 제주시 |        |      |
| 연동사거리       | 신대로               | 제주시 |        |      |
| 선덕로와 직결    |                      |        |        |      |

## 주요 건물 및 시설
- 맥도날드 제주노형DT점 (노연로 7/노형동 903-5)
- 세븐일레븐 제주드림타워점 (노연로 12/노형동 925)
- SK에너지 삼화석유 승민주유소 (노연로 56/노형동 940-6)
- CU 제주그랜드점 (노연로 73/연동 262-34)
- KT플라자 연동점 (노연로 110/연동 274-46)
- CU 제주스카이점 (노연로 117-1/연동 283-58)
- 수협 제주시수협 신제주지점 (노연로 125/연동 293-14)